# William Radcliffe Birt

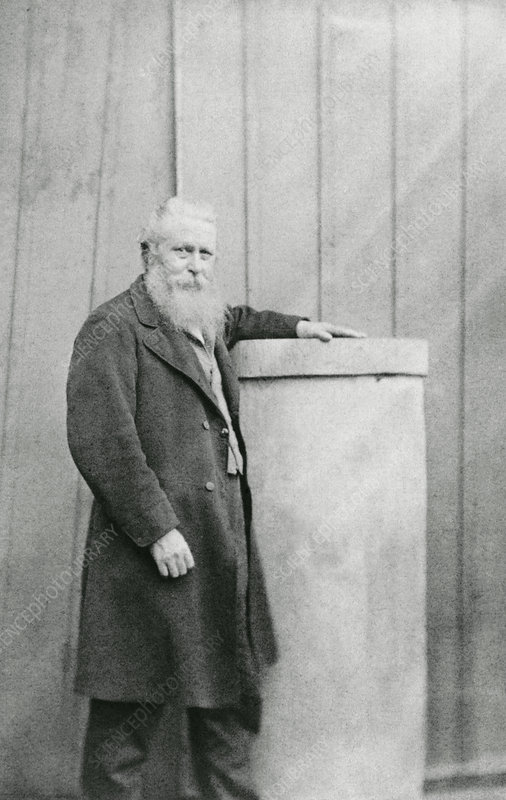
William Radcliffe Birt im Oktober 1887.

William Radcliffe Birt (* 15. Juli 1804 in London; † 14. Dezember 1881 in Leytonstone, Essex) war ein englischer Amateur-Astronom. Er arbeitete eng mit John Herschel zusammen. Sein Hauptaugenmerk richtete er in den Jahren 1843 bis 1850 auf meteorologische Studien der atmosphärischen Wellen. Der Großteil seiner Werke befindet sich in der Scientist’s Collection der American Philosophical Society.
Der Krater Birt und die Rima Birt auf den Erdmond sind nach ihm benannt.